# Suka K. Frederiksen
Suka Birgithe Kristiansen Frederiksen (* 18. Juli 1965 in Narsaq; † 21. Juli 2020 ebenda) war eine grönländische Politikerin (Siumut).

## Leben
Suka K. Frederiksen war die Tochter der alleinerziehenden Marianne Kristiansen. Sie war verheiratet mit Sofus Frederiksen und hatte mit ihm vier Kinder. Ihre älteste Tochter Katti Frederiksen (* 1982) ist Schriftstellerin, ehemalige Leiterin des Oqaasileriffik und Politikerin.
Suka ließ sich von 1986 bis 1989 zur Handels- und Büroassistentin ausbilden. Von 1987 bis 1992 arbeitete sie im Schafzüchterbüro und anschließend zwei Jahre bei der Schlachterei Neqi. Von 1994 bis 2004 war sie als Bevollmächtigte für Kultur und Bildung bei der Gemeinde Narsaq angestellt. Von 2007 bis 2010 ließ sie sich zur Merkonomin weiterbilden. Von 2007 bis 2013 war sie Verwaltungschefin der Kommune Kujalleq und dann bis 2015 Arbeitsmarktchefin.
Suka K. Frederiksen begann ihre politische Karriere 2005, als sie bei der Kommunalwahl in den Rat der Gemeinde Narsaq gewählt wurde. Bei der Kommunalwahl 2008 trat sie nicht mehr an. Erst bei der Parlamentswahl 2014 kandidierte sie wieder für ein politisches Amt und wurde ins Inatsisartut gewählt, wobei sie sich wegen Stimmengleichheit nur per Losentscheid gegen Jess Svane durchsetzen konnte. Im Oktober 2016 wurde sie Ministerin für Unabhängigkeit, Natur, Umwelt und Landwirtschaft im Kabinett Kielsen II. Im April 2017 wurde das Naalakkersuisut erneut umgebildet, und Suka K. Frederiksen wurde zur Unabhängigkeits-, Landwirtschafts- und Außenministerin ernannt. Ende August 2017 wurde bei ihr Zungenkrebs diagnostiziert. Während ihrer krankheitsbedingten Abwesenheit wurde sie von Jagd- und Fischereiminister Karl-Kristian Kruse vertreten. Am 27. November 2017 nahm sie ihre Ministerarbeit wieder auf. Zur Parlamentswahl 2018 trat sie nicht erneut an.
Suka K. Frederiksen starb 2020 drei Tage nach ihrem 55. Geburtstag in ihrer Heimatstadt.